# De Forenede Belgiske Stater
De Forenede Belgiske Stater, (fransk: États-Belgiques-Unis, nederlandsk: Verenigde Nederlandse Staten) var en konføderation i området hvor Belgien i dag ligger som eksisterede fra januar til december 1790. Staten blev skabt efter dem Brabantiske revolution ledet af bl.a. Jan Frans Vonck og Hendrik Van der Noot. Revolutionen var et oprør med Habsburgs kejser Josef 2.
Josef 2. døde 20. februar 1790 og hans efterfølger Leopold 2. tilbageerobrede hurtigt området.